# Lac Salome
Le lac Salome est l'un des lacs de l'île d'Angaur, située dans l'État du même nom aux Palaos.
Le lac se trouve près de The Bowl et de la Bowl East Ridge.

## Sources